# 10 Universal City Plaza
Il 10 Universal City Plaza (10 UCP) è un grattacielo di Universal City, nella Contea di Los Angeles. È stato completato nel 1984 su progetto dello studio di architettura Skidmore, Owings and Merrill. Alto 154 metri, è il grattacielo più alto della San Fernando Valley.
L'edificio è sede della NBC Universal, azienda proprietaria delle reti televisive NBC, Telemundo, USA Network, e Syfy. Ospita anche una sede della Universal Music Group.